# Hypophagus epipedus
Hypophagus epipedus là một loài bọ cánh cứng trong họ Cryptophagidae. Loài này được Ljubarsky miêu tả khoa học năm 1989.